# Liste von Schiffbauten der Teltow-Werft

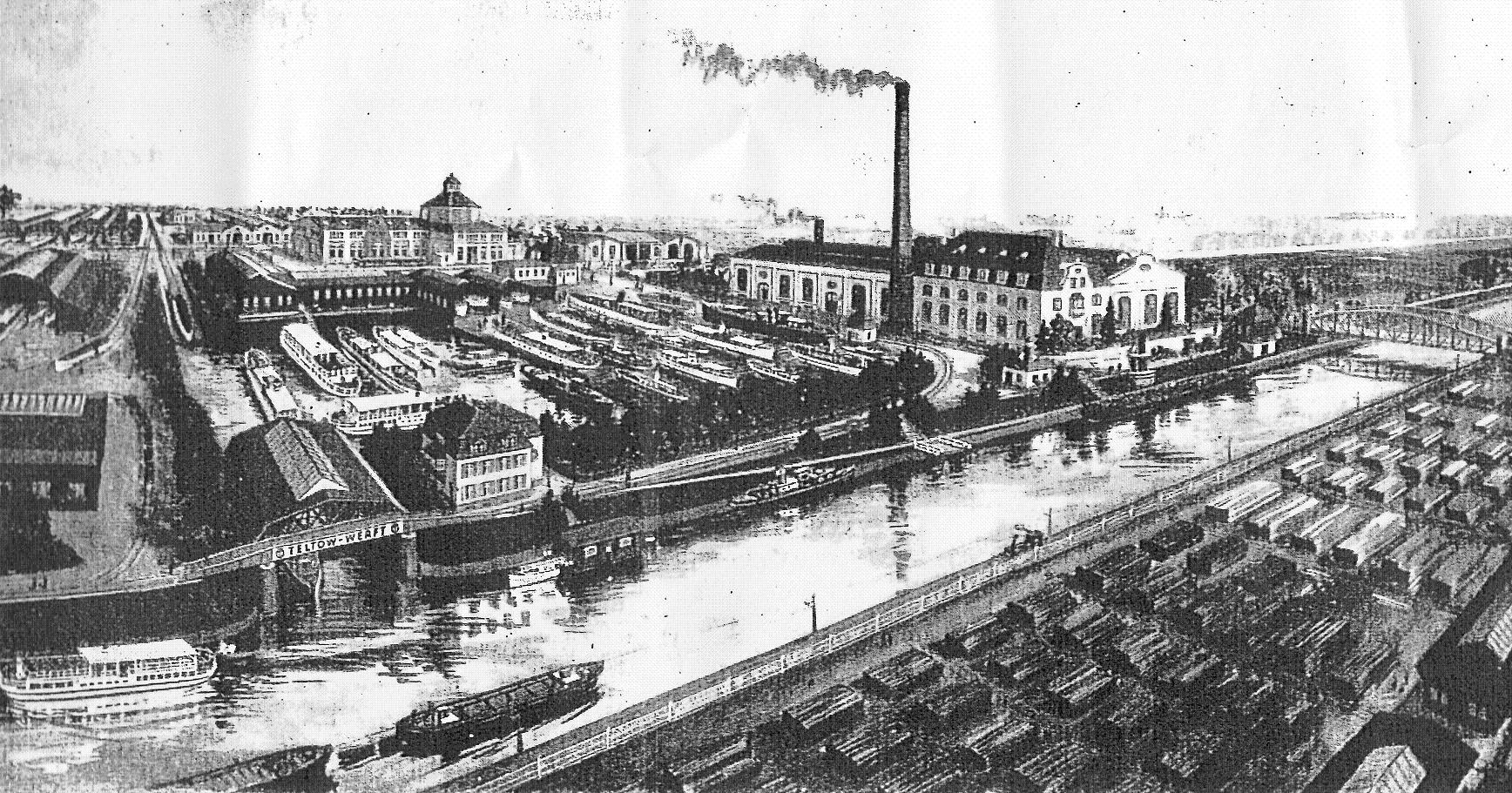
Teltow-Werft, Bauhafen und Kraftwerk Schönow (rechts)

Die Liste von Schiffbauten der Teltow-Werft führt ausgewählte Schiffsneubauten und umfangreiche Schiffinstandsetzungen der ehemaligen Berliner Teltow-Werft auf. Die 1962 geschlossene Werft liegt am knapp 38 Kilometer langen Teltowkanal in Schönow in Berlin-Zehlendorf. Die Bundeswasserstraße verbindet die Untere Havel-Wasserstraße mit der Dahme (Spree-Oder-Wasserstraße). Sie wurde zwischen 1900 und 1906 erbaut.

## Die Teltow-Werft
Siehe Hauptartikel: Teltow-Werft

### Kurzgeschichte
Die Teltow-Werft ging 1924 aus dem 1906 zur Unterhaltung des Kanals errichteten Bauhafen und Bauhof hervor. Der Bauhof und Bauhafen, die bis 1920 zum Brandenburger Landkreis Teltow gehörten, dienten ursprünglich vor allem der Wartung des Kanals und seines Treidelbetriebs und der Treidellokomotiven. Eigentümer war und blieb, auch nach der Eingemeindung Zehlendorfs nach Groß-Berlin 1920, der Landkreis Teltow, gleichzeitig Eigentümer und Bauherr der heutigen Bundeswasserstraße. 1962 stellte die Werft den Betrieb bis auf die Ausführung kleinerer Reparaturarbeiten ein. Der Bauhafen und zahlreiche Werftgebäude, die überwiegend nach Plänen des Ingenieurbüros Havestadt & Contag errichtet worden waren, stehen als Kulturdenkmal unter Schutz. Inzwischen im Besitz der „B Plus Planungs-AG“, einer 100%igen Tochtergesellschaft der BEHALA, soll auf dem rund 29000 m² umfassenden Gelände laut Bebauungsplan 2009 ein Wohngebiet entstehen, das die geschützten Werftgebäude als Kanalbau-Zeugnisse von besonderer geschichtlicher Bedeutung integriert.

### Innovativer Schiffbau der Teltow-Werft

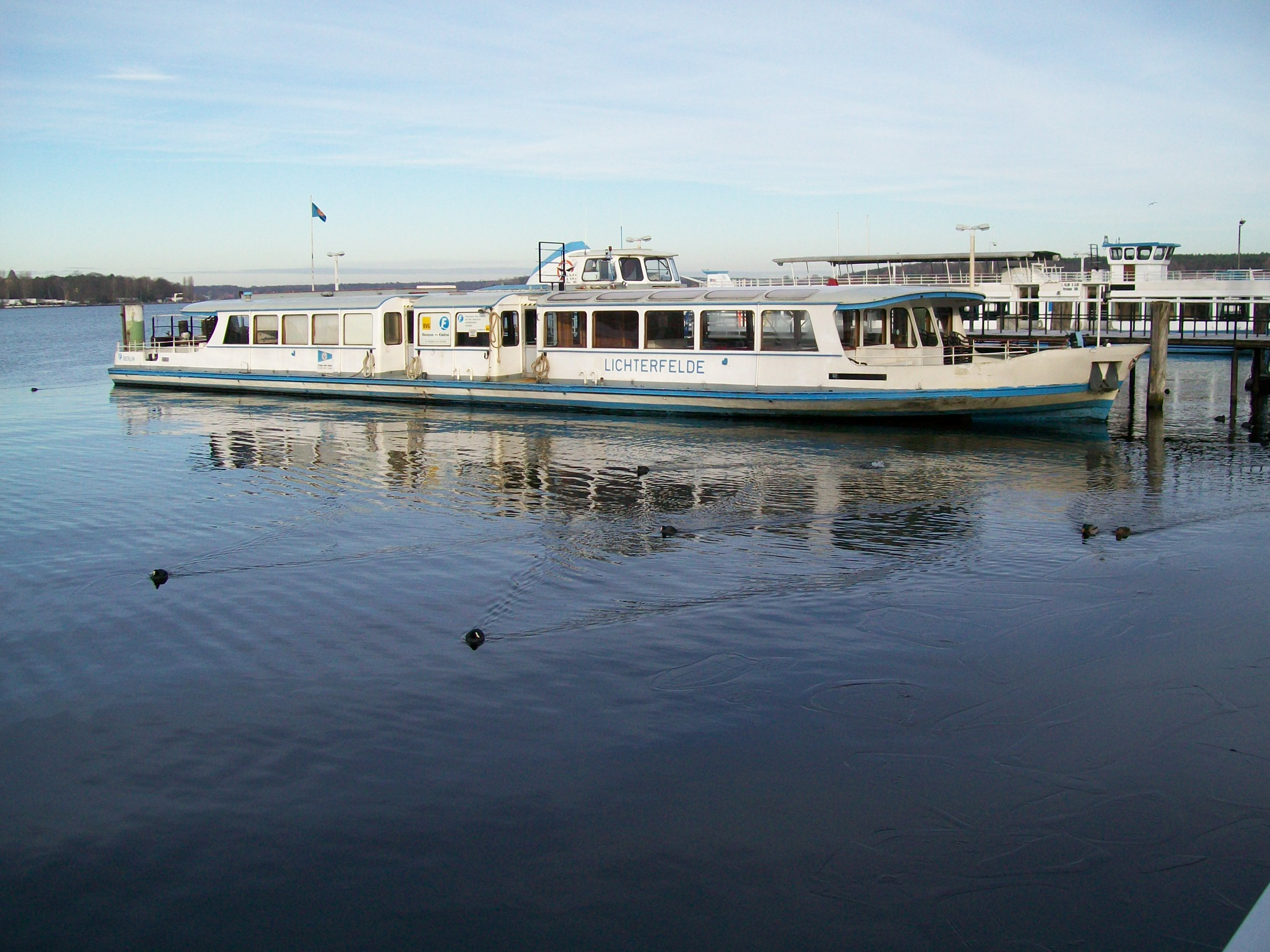
Motorschiff Lichterfelde (ehemalige Lubeca), 1960 auf der Teltow-Werft wiederaufgebaut, an der Anlegestelle Wannsee im Jahr 2009

Seit 1920 wurden der Bauhof und der Bauhafen zu einer leistungsfähigen Werft erweitert, die über ihre ursprünglichen Aufgaben hinaus kleinere Binnenschiffe und Ausflugsdampfer produzierte. Die Werft leistete technische Pionierarbeit im elektrischen Lichtbogenschweißen, das sie innovativ im Schiffbau anwendete. Mit dieser neuen Technologie baute die Werft trotz fehlender offizieller Genehmigungen und zahlreicher Skeptiker das erste rundum verschweißte Fahrgastschiff in Deutschland, die Zehlendorf, die 1927 vom Stapel lief. Ursprünglich für 500 Passagiere ausgelegt, wurde das Schiff später um 8 Meter verlängert und für 730 Personen ausgebaut. Nachdem die Zehlendorf jahrelang problemlos gefahren war, waren die Skeptiker widerlegt. Die neue Schweißtechnik mit ihren Vorteilen – geringere Herstellungskosten, weniger Gewicht, höhere Tragfähigkeit und ein um 20 % festerer Schiffskörper – wandte die Werft daraufhin auch bei anderen Schiffstypen und später auch beim Zusammenbau von Hallen und Kränen an.
Nach dem Zweiten Weltkrieg baute die Werft unter anderem Fahrgastschiffe für die Stern und Kreisschiffahrt, seit 1934 ein 100%iges Tochterunternehmen der Teltowkanal AG. Viele Schiffe sind auch in den 2010er-Jahren auf den Gewässern unterwegs. So beispielsweise das Fahrgastschiff Lichterfelde der Stern- und Kreisschiffahrt, das im Fährbetrieb der BVG eingesetzt wird. Der Rumpf der 1896 in den Oderwerken in Stettin als Dampfer Oberbürgermeister Zelle gebauten und heutigen Lichterfelde wurde nach seiner Versenkung 1945 in der Teltow-Werft 1959/60 total neu aufgebaut.

## Aufbau der Liste

Dampfer Sperber vor dem Umbau 1966 auf einer Briefmarke

- Die Liste der in der Teltow-Werft neu- und umgebauten Schiffe baut sich wie folgt auf:
  - Die erste Spalte nennt das Präfix des Schiffes mit der Bedeutung MS für Motorschiff im Sinne eines Antriebes in Form eines Verbrennungsmotors des Typs Dieselmotor und seiner entwicklungstechnischen Vorläufer und DS für Dampfschiff. Diese Schiffe wurden von Dampfmaschinen unterschiedlicher Bauart angetrieben. Des Weiteren kamen kleinere Schiffe im Linienverkehr zum Einsatz. Diese werden als Motorboote mit dem Präfix MB bezeichnet. Sie wurden von einem Benzinmotor angetrieben.[5]
  - In der zweiten Spalte steht der Name des Schiffes zum Zeitpunkt des Neubaues beziehungsweise Umbaus und dem einsatzfähigen Verlassen der Werft.
  - Die dritte Spalte erläutert bei Neubauten das Jahr der Indienststellung und bei Umbauten das Jahr der einsatzfähigen Übergabe an den Reeder. Diese gekürzte Variante wurde gewählt, weil für die meisten Fahrzeuge genauere Daten zu Stapelläufen und Übergaben nicht vorhanden sind.
  - In der vierten Spalte werden Angaben zu den Längen, Breiten und Tiefgängen der Schiffe gemacht.
  - Die fünfte Spalte enthält Angaben zu den technischen Leistungen der Antriebsaggregate traditionell in PS und umgerechnet in die moderne Form kW.
  - Die sechste Spalte Anmerkungen enthält Hinweise zu Geschichte der Schiffe, zu Umbauten, die früheren und späteren Namen und Verweise auf den Verbleib des Fahrzeuges.

## Liste der Schiffbauten (Auswahl)
| Präfix, Bau-Nr. | Name                | Baujahr/Jahr des Umbaus                   | Länge, Breite, Tiefgang (Meter) | PS / kW             | Anmerkungen |
| --------------- | ------------------- | ----------------------------------------- | ------------------------------- | ------------------- | --- |
| MB              | Stolpe              | 1905 Neubau                               | 15,40 / 3,50 / 0,70             | 16 PS/ 11 kW        | Dieses kleinere Schiff, als Motorboot bezeichnet, war im Linienverkehr eingesetzt von Neubabelsberg über Kohlhasenbrück zur Schleuse Kleinmachnow. Es konnte maximal 72 Personen befördern. Diese Transportmöglichkeit auf dem Teltowkanal ergab sich durch eine fehlende Eisenbahnverbindung zwischen Teltow und Neubabelsberg. |
| MB              | Bella               | 1905 Neubau                               | 13,80 / 2,90 / 0,70             | 10 PS/ 7 kW         | Das im Linienverkehr eingesetzte Motorboot hatte eine Transportkapazität von maximal 70 Personen. |
| MS 8            | Zehlendorf          | 1927 Neubau                               | 32,60 / 6,02 / 1,20             | 2× 100 PS/ 2× 73 kW | Das erste Schiff mit diesem Namen für die Teltower Kreisschiffahrt und das erste Fahrgastschiff in Deutschland, das rundum verschweißt wurde (elektrisches Lichtbogenschweißen). |
| ?? 30           | Eisbär              | ?? (Ende der 1920er-/Anfang 1930er-Jahre) |                                 |                     | Eisbrecher, Laboratoriumsschiff zur Überwachung von Betonbauten. |
| MS 14           | Havel               | 1928                                      |                                 | 225 PS/ 165 kW      | Motorschlepper für den Dienst auf dem Griebnitzsee. |
| MS 28           | Machnow             | 1933                                      |                                 | 55 PS/ 40 kW        | Motorschlepper. Ein Dank seiner patentierten Kortdüse trotz seiner lediglich 55 PS besonders leistungsfähiges Schiff. Seine Leistungsfähigkeit demonstrierte die Werft in einem „Tauziehen“, in dem drei „düsenlose“ Motorschlepper von insgesamt 360 PS die Machnow fünf Minuten lang nicht von der Stelle bekamen. |
| DS / MS         | Dorothea            | 1934 Umbau                                |                                 |                     | Das von einer Dampfmaschine angetriebene Fahrgastschiff Dorothea von 1886 wurde 1934 in der Teltow-Werft zum Motorschiff umgebaut. 1956 wurde es verlängert und in Zehlendorf umbenannt. Es war damit das zweite Schiff mit diesem Namen für die Teltower Kreisschiffahrt. 1974 wurde es verschrottet. |
| DS / MS         | Klein-Glienicke     | 1935 Umbau                                |                                 |                     | Das Dampfschiff Klein-Glienicke mit dem Baujahr 1886 wurde 1935 zum Motorschiff umgebaut. |
| DS / MS         | Köpenick            | 1935 Umbau                                |                                 |                     | Das Dampfschiff Köpenick, vormals Cöpenick geschrieben, wurde 1935 zum Motorschiff umgebaut. |
| MS              | Teupitz             | 1935                                      |                                 | 95 PS               | umbenannt in Steglitz |
| MS              | Ostmark             | 1938                                      |                                 |                     | |
| DS / MS         | Lankwitz            | 1951                                      |                                 |                     | Am 26. Juli 1951 wurde das Motorschiff Lankwitz nach dem Umbau in der Werft in Dienst gestellt. Entstanden ist es aus dem Wrack des ursprünglich 1891 gebauten Dampfschiffes und späteren Motorschiffes Klein-Glienicke. |
| DS / MS         | Tempelhof           | 1951 Totalumbau                           | 29,54 / 4,87 / 1,27             | 118 PS / 87 kW      | Fahrgastschiff für 200 Personen, 1926 als Dampfschiff Tegelort gebaut. Umbenannt in Mars (wann?), Totalumbau 1951 in der Teltow-Werft und Umbenennung in Tempelhof. Erneuter Umbau 1970 in der Teltow-Werft. (??) |
| MS              | Wannsee             | 1952 Totalumbau                           | 29,91 / 4,28 / 1,18             | 2× 102 PS/ 2× 75 kW | Das Schiff wurde 1929 als Pionier an der Mosel gebaut und kam 1952 nach Berlin. Nach erfolgtem Umbau auf der Werft ging es 1952 als Wannsee in Fahrt. 1981 erfolgte ein Weiterverkauf zurück in Richtung Mosel mit der Umbenennung in Stadt Limburg und 1992 in Marienburg. Im selben Jahr 1992 erhielt es den Namen Stadt Merzig und war bis 2007 auf der Saar im Einsatz. 2007 wurde das Schiff nach Frankreich verkauft. |
| MS              | Leo Sympher         | 1953                                      | 30,00 / 6,60 / 1,15             | 2× 90 PS            | Bereisungsschiff der Generaldirektion Wasserstrassen und Schifffahrt. Benannt nach Leo Sympher, einem deutschen Bauingenieur mit dem Arbeitsschwerpunkt Wasserbau. |
| MS              | Condor              | 1954 Umbau                                | 27,58 / 5,71 / 1,15             | 150 PS/ 110 kW      | Fahrgastschiff für 200 Personen der Stern und Kreisschiffahrt. Standort 2006: Spree-Hafen Alt-Treptow. Ursprünglich von der Wiese-Werft in Spandau unter dem Namen Irene gebaut. Name Condor ab 1966. |
| MS              | Neukölln            | 1954 Umbau                                | 23,50 / 5,14 / 1,20             | 75 PS / 55 kW       | Daten zum Schiff und zu seiner Geschichte siehe unter dem Schiffsartikel Neukölln. |
| MS 204          | Kohlhase            | 1954 Neubau                               | 24,22 / 4,81 / 1,30             | 137 PS/ 118 kW      | Stapellauf 1952 als Mehrzweckschiff (Fahrgastschiff, Schlepper, Eisbrecher, Bereisungsboot), in Dienst Dezember 1954 als Eisbrecher, ab 1955 Personenmotorschiff auf dem Wannsee, Kapazität 180 Personen. 1965/66 Umbau und Verlängerung um 6 m, 230 Personen. Einsatz im Fährbetrieb der BVG, Linie F10. Benannt nach Hans Kohlhase, dem Namensgeber für Kohlhasenbrück, westlich der Werft am Kanal gelegen. Erster vollständiger Neubau der Stern und Kreisschiffahrt nach dem Zweiten Weltkrieg. |
| MS 237          | Stadt Aschaffenburg | 1954 Neubau                               | 57,00 / 7,56 / 2,22             | 310 PS/ 228 kW      | Gütermotorschiff im Auftrag von Josef Jaegers, Aschaffenburg, 626t. Das Schiff fährt heute unter dem Namen Harm Ruth in den Niederlanden |
| MS              | Stolpe              | 1956 Umbau                                |                                 |                     | Baujahr 1927, Umbau und Verlängerung, 1973 verschrottet. |
| MS              | Zehlendorf          | 1956 Umbau                                |                                 |                     | Das damals dritte Schiff mit diesem Namen entstand aus Teilen anderer Fahrzeuge, wie dem Mittelschiffsteil der Dorothea. Es wurde bereits 1970 in der Teltow-Werft wieder aufgelegt zum Umbau. Dieser erfolgte nie und der verrottete Schiffsrumpf wurde im Juni 1978 verschrottet. |
| MS              | Ernst Reuter        | 1957 Neubau                               | 38,68 / 7,95 / 1,26             | 2× 102 PS/ 2× 75 kW | Fahrgastschiff für ursprünglich 300, nach Umbau für 500 Personen der Stern und Kreisschiffahrt. Benannt nach Ernst Reuter, dem ersten Regierenden Bürgermeister West-Berlins. Getauft wurde es am 29. Mai 1957 von seiner Witwe Hanna Reuter. |
| MS              | Jupiter             | 1957 Neubau                               | 24,00 / 5,25 / 0,80             | 115 PS              | 1979 verkauft nach Friedrichstadt, in Fahrt auf der Eider. Max. 200 Passagiere |
| MS              | Berlin              | 1958                                      | 62,00 / 7,50 / 2,30             | 390 PS/ 286 kW      | Binnenfrachtschiff mit Dieselmotor, erbaut für die Reederei Schlesische Dampfer-Compagnie in Hamburg. Tragfähigkeit 700 Tonnen. |
| DS / MS         | Lichterfelde        | 1959/60 Totalneuaufbau                    | 36,36 / 8,00 / 1,75             | 2× 102 PS/ 2× 75 kW | Fahrgastschiff für 300 Personen der Stern und Kreisschiffahrt im Fährbetrieb der BVG, Linie F10 vom S-Bhf. Wannsee nach Kladow. 1896 in den Oderwerken in Stettin als Dampfer Oberbürgermeister Zelle (nach dem Berliner Oberbürgermeister Robert Zelle) gebaut, am 16. Juni 1900 zur Einweihung des Elbe-Trave-Kanals ab 1936 Elbe-Lübeck-Kanal, genannt, durch Kaiser Wilhelm II. vorübergehend nach dem mittelalterlichen lateinischen Namen für die Hansestadt Lübeck Lubeca benannt und als Staatsjacht genutzt. Es wurde 1945 versenkt, der Rumpf geborgen und 1959/60 für einen Totalneuaufbau in der Teltow-Werft verwendet. |
| MS              | Saturn              | 1960 Umbau und Verlängerung               |                                 |                     | |
| MS              | Sirius              | 1960 Umbau und Verlängerung               |                                 |                     | |
| DS / MS         | Sperber             | 1951 Umbau 1966 Umbau                     |                                 |                     | Der 1907 entstandene Dampfer Sperber mit seiner 125 PS Dampfmaschine der Danziger Fa. Klawitter lag 1950 im Werfthafen. Er wurde instand gesetzt und seine Aufbauten verändert. Ein Sonnendeck wurde aufgesetzt und eine Metallschürze am Schornstein angebracht. Sie sollte die Fahrgäste vor Rußbelästigung schützen. Ab dem Sommer 1951 war das Dampfschiff zwischen dem Wannsee und Moorlake im Einsatz. |